# Мерфі (Айдахо)
Мерфі (англ. Murphy) — переписна місцевість (CDP) в окрузі Овайгі штату Айдахо США. Населення — 96 осіб (2020).

## Географія
Мерфі розташоване за координатами 43°12′46″ пн. ш. 116°32′55″ зх. д. / 43.21278° пн. ш. 116.54861° зх. д. (43.212829, -116.548619).  За даними Бюро перепису населення США в 2010 році переписна місцевість мала площу 9,94 км², уся площа — суходіл.

### Клімат
Громада знаходиться у зоні, котра характеризується кліматом тропічних степів. Найтепліший місяць — липень із середньою температурою 20.9 °C (69.7 °F). Найхолодніший місяць — січень, із середньою температурою -1.3 °С (29.6 °F).
| Клімат Мерфі            | Клімат Мерфі | Клімат Мерфі | Клімат Мерфі | Клімат Мерфі | Клімат Мерфі | Клімат Мерфі | Клімат Мерфі | Клімат Мерфі | Клімат Мерфі | Клімат Мерфі | Клімат Мерфі | Клімат Мерфі | Клімат Мерфі |
| Показник                | Січ.         | Лют.         | Бер.         | Квіт.        | Трав.        | Черв.        | Лип.         | Серп.        | Вер.         | Жовт.        | Лист.        | Груд.        | Рік          |
| Абсолютний максимум, °C | 16,7         | 21,1         | 25,6         | 30,6         | 36,1         | 38,9         | 41,7         | 40,6         | 36,7         | 33,9         | 25           | 18,3         | 41,7         |
| Середній максимум, °C   | 3,8          | 6,5          | 10,6         | 14,6         | 19,8         | 24,7         | 30,3         | 29,7         | 24,2         | 17,3         | 9,2          | 4,2          | 16,2         |
| Середня температура, °C | −1,3         | 0,9          | 4,1          | 7,4          | 12,1         | 16,3         | 20,9         | 20,2         | 15,1         | 9,1          | 2,9          | −1,2         | 8,9          |
| Середній мінімум, °C    | −6,4         | −4,6         | −2,3         | 0,3          | 4,3          | 7,9          | 11,6         | 10,8         | 5,9          | 0,7          | −3,4         | −6,6         | 1,5          |
| Абсолютний мінімум, °C  | −31,1        | −25          | −18,9        | −11,1        | −6,7         | −2,8         | 0            | 0            | −7,2         | −11,7        | −21,7        | −30          | −31,1        |
| Норма опадів, мм        | 29           | 19           | 25           | 25           | 31           | 29           | 8            | 12           | 12           | 19           | 28           | 30           | 268          |
| Днів з опадами          | 10           | 8            | 9            | 9            | 8            | 7            | 3            | 3            | 4            | 5            | 9            | 10           | 85           |
| ----------------------- | ------------ | ------------ | ------------ | ------------ | ------------ | ------------ | ------------ | ------------ | ------------ | ------------ | ------------ | ------------ | ------------ |
| Джерело: Weatherbase    |              |              |              |              |              |              |              |              |              |              |              |              |              |

## Демографія
Згідно з переписом 2010 року, у переписній місцевості мешкало 97 осіб у 36 домогосподарствах у складі 22 родин. Густота населення становила 10 осіб/км².  Було 45 помешкань (5/км²).
Расовий склад населення:
| - 93,8 % — білих - 1,0 % — азіатів - 0,0 % — осіб інших рас |

До двох чи більше рас належало 5,2 %. Частка іспаномовних становила 4,1 % від усіх жителів.
За віковим діапазоном населення розподілялося таким чином: 6,2 % — особи молодші 18 років, 69,1 % — особи у віці 18—64 років, 24,7 % — особи у віці 65 років та старші. Медіана віку мешканця становила 53,1 року. На 100 осіб жіночої статі у переписній місцевості припадало 185,3 чоловіків;  на 100 жінок у віці від 18 років та старших — 193,5 чоловіків також старших 18 років.
Середній дохід на одне домашнє господарство  становив 30 065 доларів США (медіана — 30 750), а середній дохід на одну сім'ю — 28 594 долари (медіана — (X)). За межею бідності перебувало 25,0 % осіб, у тому числі - % дітей у віці до 18 років та 52,2 % осіб у віці 65 років та старших.
Цивільне працевлаштоване населення становило 20 осіб. Основні галузі зайнятості: науковці, спеціалісти, менеджери — 25,0 %.